# Museo Nacional de Mauritania
El Museo Nacional de Mauritania es un museo nacional en Nuakchot, la capital del país africano de Mauritania. Está situado al suroeste del Hotel Mercure Marhaba, al oeste del ayuntamiento, al noroeste del Parque Deydouh y al noreste de la mezquita de Abas Ould. El museo cuenta con notables colecciones arqueológicas y etnográficas.

## El edificio del museo
El Museo Nacional de Mauritania se encuentra en un edificio de dos plantas construido en 1972 por los chinos. El edificio alberga también el Instituto Mauritano de Investigación Científica, el Centro de Conservación de Manuscritos Mauritanos y la Biblioteca Nacional de Mauritania. El museo consta de dos salas de exposición permanente y una sala de exposiciones temporales.

## Las colecciones del museo
- Las colecciones arqueológicas de la planta baja muestran artefactos musterienses, aterienses y neolíticos, así como fondos procedentes de excavaciones realizadas en varias ciudades históricas mauritanas como Koumbi Saleh, Audagost, Tichit, Uadane y Azougui.
- Las colecciones etnográficas de la primera planta contienen objetos pertenecientes a diferentes culturas de la sociedad mauritana.[3]

## Galería

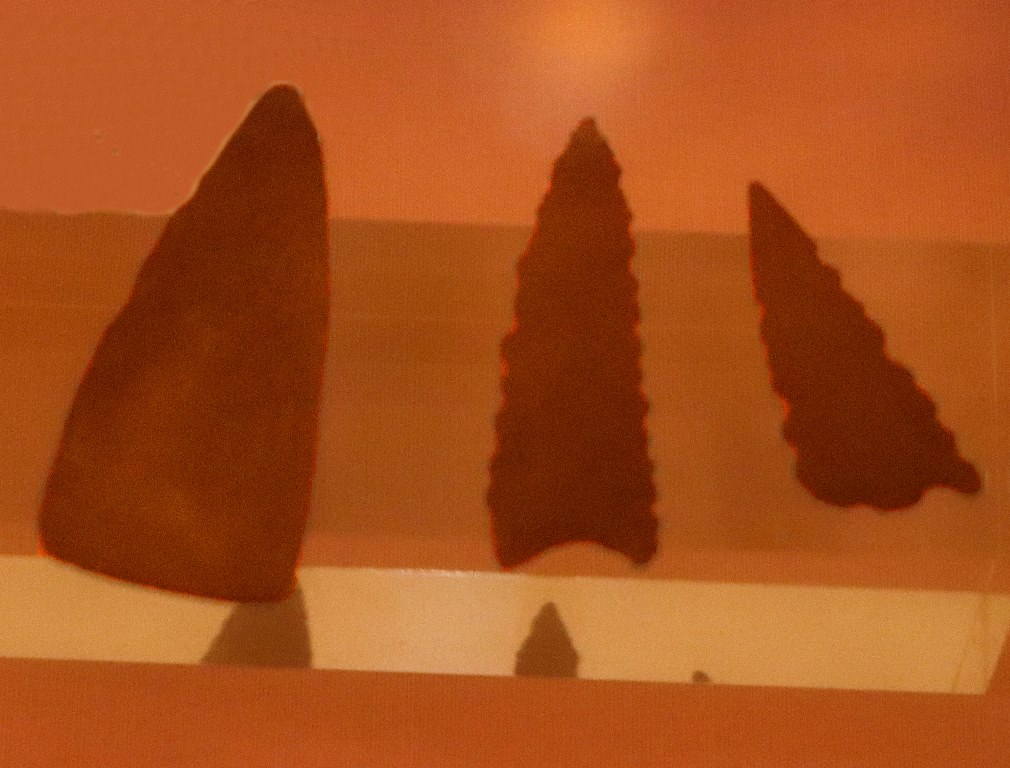
Herramientas pulidas de pizarra de la cultura neolítica Tichitt
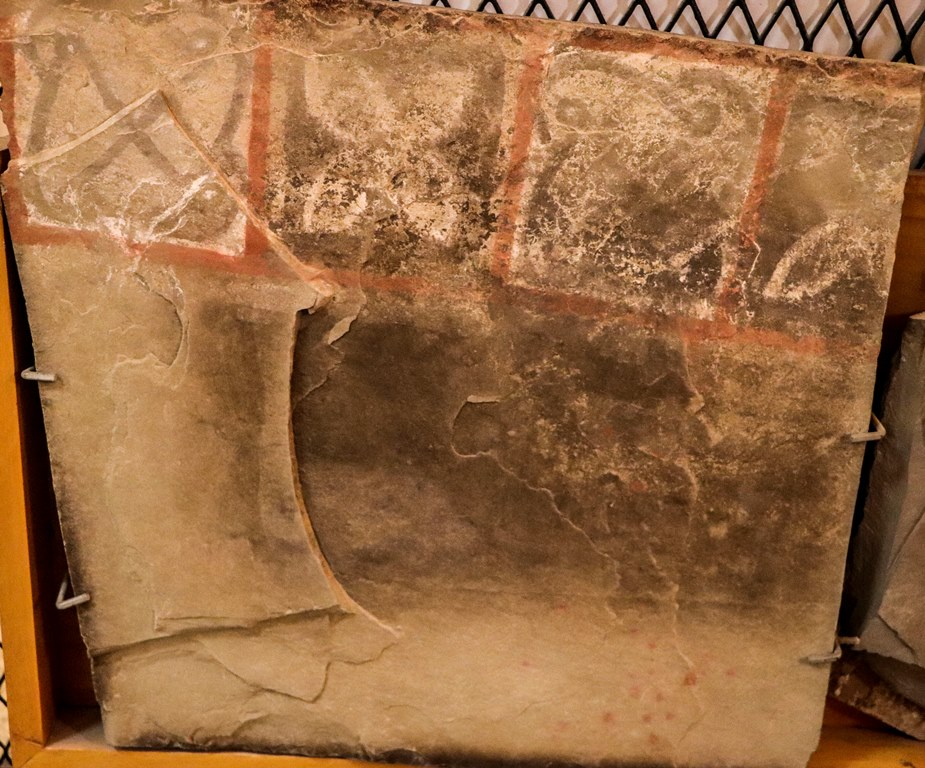
Placa epigráfica de esquisto de Koumbi Saleh
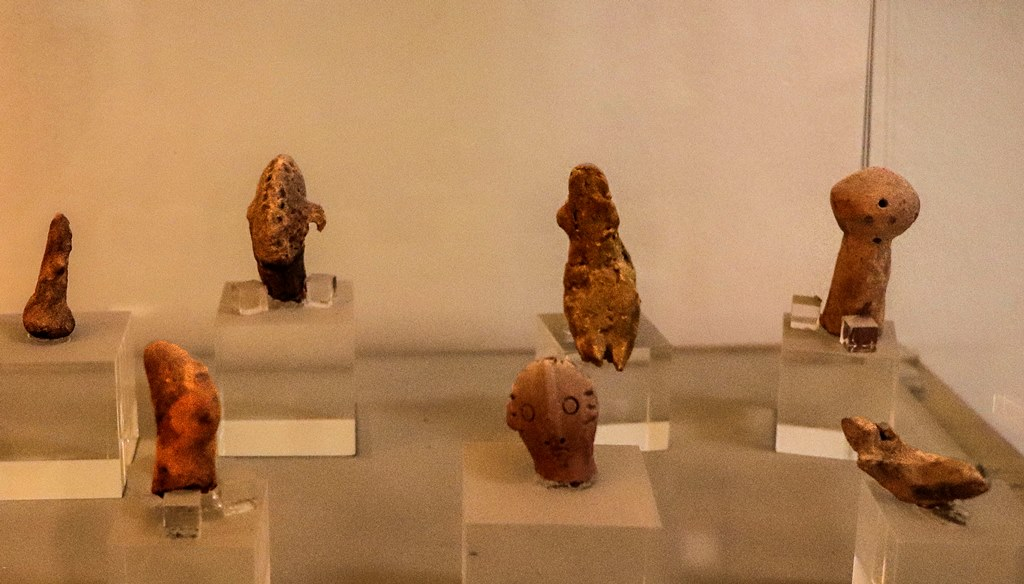
Pequeñas estatuas de adobe
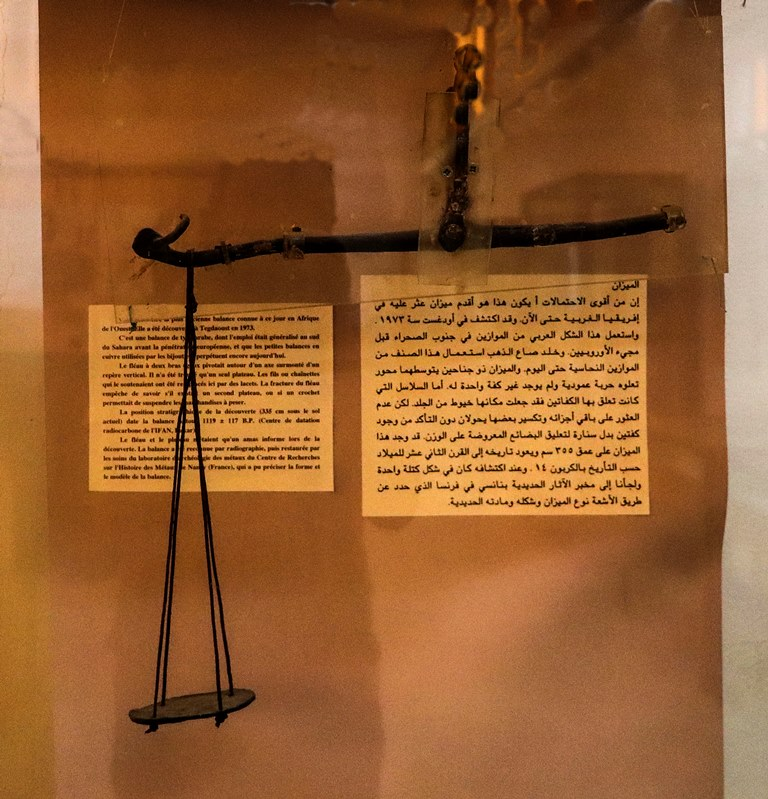
Balanza árabe del Sahel, siglo X